# Ahmed IV Nihad
Şehzade Ahmed Nihad (Istanbul, 5 de juliol de 1883 – Beirut, 4 de juny de 1954) fou un príncep otomà, fill de Mehmed Selaheddin i net del sultà Murad V. Va ser el 38è cap de la Dinastia Osman des de 1944 fins a la seva mort el 4 de juny de 1954
Ahmed Nihad va passar tota la seva infància i part de la seva edat adulta confinat al Palau Çırağan d'Istanbul. Això va culminar amb la mort del seu avi Murad V el 1904. A partir d'aquest esdeveniment, ell es va mudar amb la família al Palau Feneryolu a Uskudar.
El 1924 va ser exiliat del seu país juntament amb altres membres de la dinastia. Això degut a l'establiment de la República de Turquia i l'abolició de l'Imperi Otomà. Ell i la seva família van passar diversos mesos a Budapest i després va viure a Niça durant dotze anys. Després, el 1937,es van mudar a Beirut, Líban. Aquí, Nihad va romandre la resta de la seva vida.
El 23 d'agost del 1944, després de la mort del seu cosí, el príncep Abdülmecit II, Nihad es va convertir en el primer cap de la Dinastia Osman que no va ocupar el càrrec de califa.